# Łęczyński
Łęczyński là một huyện thuộc tỉnh Lubelskie của Ba Lan. Huyện có diện tích 637 km². Đến ngày 1 tháng 1 năm 2011, dân số của huyện là 57178 người và mật độ 90 người/km².